# Wilson Rodrigues Fonseca
Wilson Rodrigues Fonseca, (Araras, 21 de março de 1985), é um futebolista brasileiro que atua como atacante.

## Carreira
Wilson foi revelado nas categorias de base do Corinthians. Estreou em 12 de abril de 2003, em um jogo que o Corinthians ganhou do Paysandu Sport Club de 6x1, o atacante Wilson jogou as temporadas de 2003 à 2005. Após um início promissor ele perdeu espaço para os astros contratados pela MSI, principalmente para o argentino Tevez. Sem atuar, foi emprestado ao Paulista de Jundiaí, mas voltou no meio de 2006 como mais um reforço do alvinegro. Tendo muitas oportunidades na equipe paulista, transferiu-se para o Genoa, da Itália. Com apenas 3 partidas pelo elenco oficial do time europeu, foi emprestado ao Sport. Wilson saiu do Sport e jogou em um time da china.
Em 2009 foi o artilheiro do Sport na Copa Libertadores da América de 2009 com 3 importantes gols. Em 2019, Wilson Rodrigues disputou a primeira divisão do Campeonato Paulista pelo Mirassol.
Em 25 de julho de 2020, foi anunciado como novo jogador do Juventus para a disputa da Série A2 do Campeonato Paulista.

## Títulos
Corinthians
- Campeonato Brasileiro: 2005

Sport
- Campeonato Pernambucano: 2009, 2010

Fortaleza
- Campeonato Brasileiro - Série B: 2018

Seleção Brasileira
- Copa Sendai: 2003